# Claes Andersson

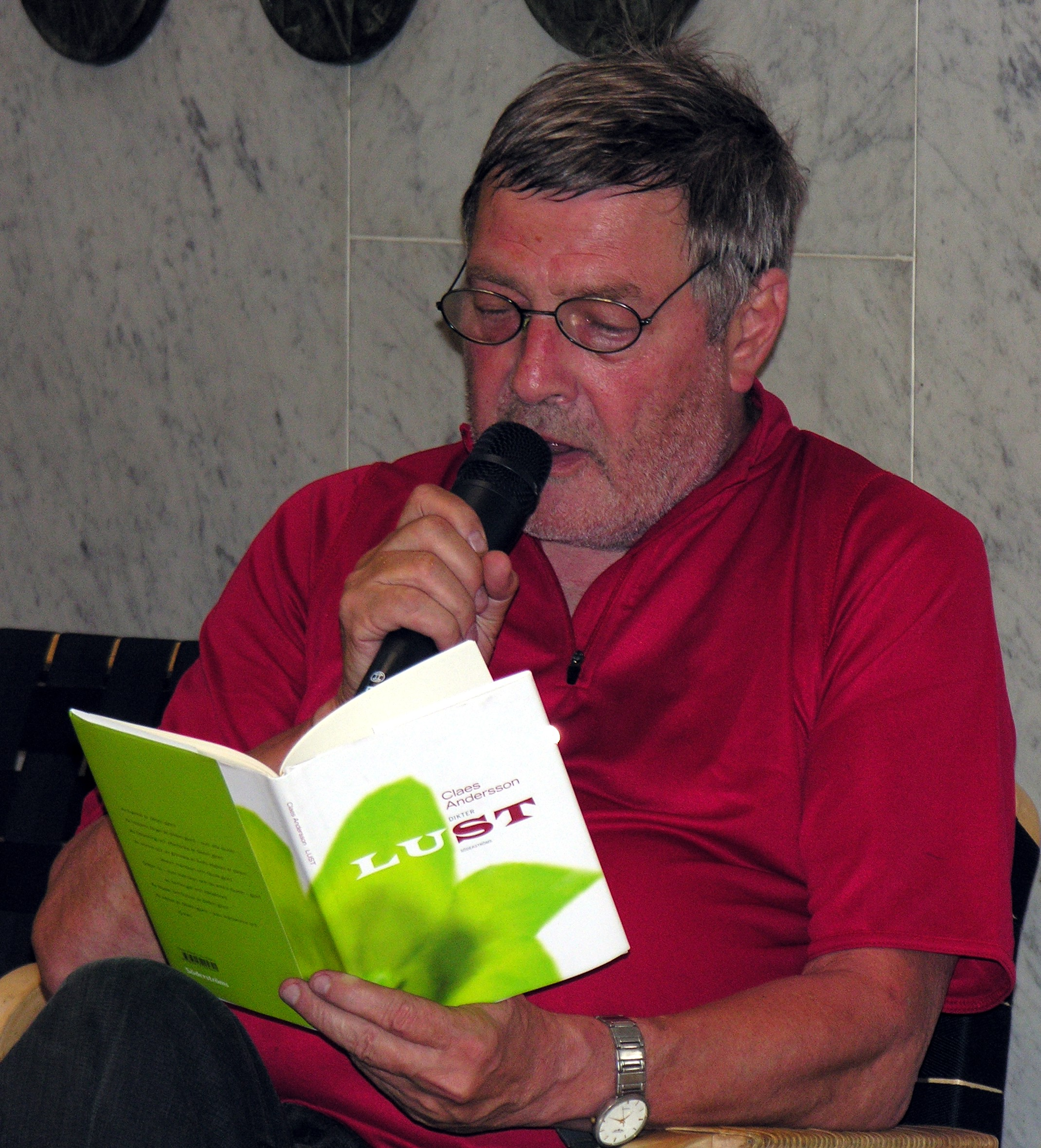
Claes Andersson

Claes-Johan Rudolf Andersson (Helsinki, 30 de mayo de 1937-Meilahti (distrito de Helsinki), 24 de julio de 2019), conocido como Claes Andersson, fue un político, escritor, psiquiatra y músico finlandés.

## Biografía
Miembro del Parlamento de Finlandia por la Alianza de la Izquierda y la Liga Democrática del Pueblo Finlandés (en dos periodos distintos, 1987-1999 y 2007-2008), como escritor fue especialmente conocido por su obra poética, en lengua sueca, inscribiéndose en la corriente de la poesía social.